# Komatsu LAV

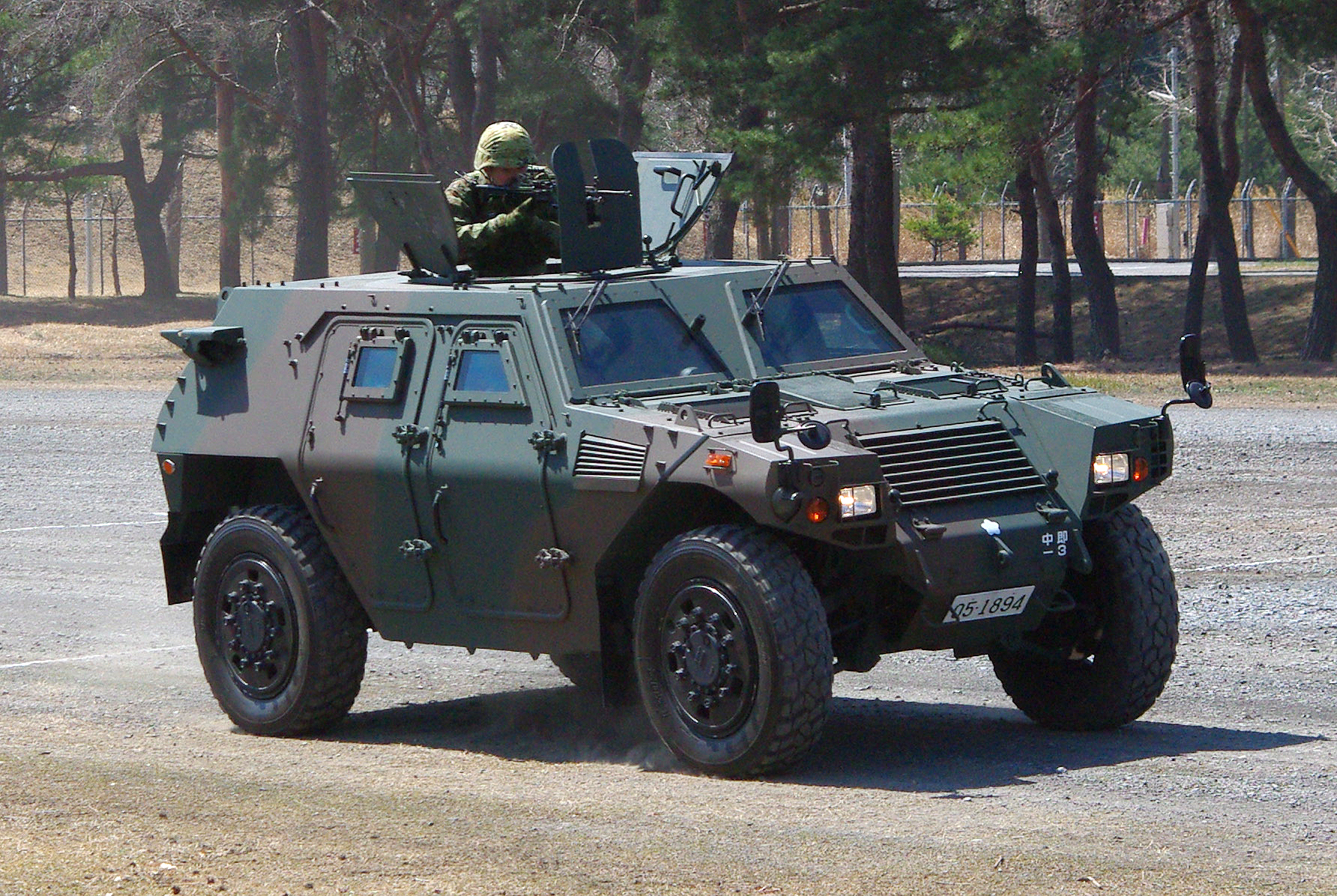
Um blindado do exército japonês.

O Komatsu LAV (em japonês: 軽装甲機動車;, kei-sōkō-kidōsha) ou Komatsu KU50W (desegnição de fábrica), produzido pela primeira vez em 2002, é um veículo blindado das Forças de Autodefesa do Japão. Sua primeira ação internacional foi durante a Guerra do Iraque. Foi construído pela empresa Komatsu, em Ishikawa.
O exterior do veículo é semelhante ao Panhard VBL, usado pelo exército francês, mas o LAV possui quatro portas e tem capacidade de carregar mais soldados. O Komatsu ainda é leve o bastante para poder ser carregado por um helicóptero CH-47J ou um avião C-130H.